# クンタ・キンテ島
クンタ・キンテ島（Kunta Kinteh Island）は、ガンビアのジュフレやアルブレダに近いガンビア川に浮かぶ島で、ガンビア川の河口から30km上流にある。かつては、ジェームズ島という名であった。
ジェームズ要塞という要塞があり、川の北岸にあるアルブレダやジュフレからは数キロメートル程度である。この島はかつて西アフリカの奴隷貿易の拠点となっていた場所で、「クンタ・キンテ島と関連遺跡群」としてユネスコの世界遺産に登録されている。

## 歴史
イギリス人たちは16世紀にガンビア川流域に進出したが、恒常的な拠点は築いていなかった。それに対し、この島に最初に入植したヨーロッパ人はクールラント公国のバルト・ドイツ人たちだった。
彼らが植民地化するよりも前に、イングランド王権によって1588年と1618年に2つの会社に対して承諾が与えられていた。それに対し、バルト・ドイツ人たちは1651年にこの島を、地元の小王国であったバラ (Barra) の王から借り受けた。バラの王はこうした賃貸や売買の契約を様々な相手に繰り返しており、これもその一つに過ぎなかった。
クールラント公はこの島を聖アンデレ島と名付け、1651年には、クールラント公ヤーコプ・ケトラーにちなんでヤーコプ要塞と名付けた要塞を建造し、貿易拠点として利用した。
その後、クールラント公の失墜に乗じて公国領を代理保護するという名目で、短期的にオランダが掌握した（1659年 - 1661年）。しかし、オランダと対立していたイングランドがそれを奪い、1664年にクールラント公国から正式に譲渡された。
イギリスはヨーク公ジェームズにちなんでこの島をジェームズ島、ヤーコプ要塞をジェームズ要塞とそれぞれ改称した。島の統治は、勅許を得た王立アフリカ冒険商人会社 (Royal Adventurers of England Trading into Africa) に委ねられた。同社は主に、この島を象牙や黄金の交易に利用し、後には奴隷貿易に利用した。1669年8月1日には、独占権はガンビア冒険商人会社 (Gambia Adventurers) に又貸しされ、1684年には王立アフリカ会社の手に移った。
1695年にはジェームズ要塞は戦闘の末にフランスの手に渡った。イギリスは1697年に奪還したものの、1702年に再び奪われた。この時期には英仏間の戦闘や海賊の襲撃などによって、ジェームズ要塞は破壊と再建を繰り返した。
1750年には、ガンビアの行政権は王立アフリカ会社の後継に当たるアフリカ商人会社 (the Company of Merchants Trading to Africa) が受け持つこととなった。1765年5月25日から1779年2月11日までは、ジェームズ島のイギリス領のセネガンビア州の一部だった。1779年にフランス軍によって、ジェームズ要塞は徹底的に破壊され、それ以降は再建されることはなかった。
1783年のヴェルサイユ条約によって、ジェームズ島（および他のガンビア川沿岸地域）がイギリスに帰属することになったが、要塞を破壊しつくされた島は1815年に完全に放棄され、その後は定住者もいなくなっていた。ガンビアの独立（1965年）から間もない頃には、要塞は野草に覆われ、大砲も錆びて廃れていたというが、その後、史跡に指定され、現在ではかつての奴隷貿易の拠点として、世界遺産「クンタ・キンテ島と関連遺跡群」に含まれている。
アレックス・ヘイリーの小説『ルーツ』と、それを原作とするテレビドラマによって、ガンビアの奴隷貿易は広く知られるようになったが、それらにおいてヘイリーの先祖として描かれたクンタ・キンテも、かつてはジェームズ島から奴隷として出航させられたという。そのクンタ・キンテにちなみ、2011年にジェームズ島はクンタ・キンテ島と改名された。